# Agnete Kjølsrud
Agnete Maria Forfang Kjølsrud (Oslo, 1º dicembre 1976) è una cantante norvegese, voce e frontwoman della band hard rock Djerv dal 2009.

## Carriera
Kjølsrud è stata la cantante della band alternative metal Animal Alpha dal 2002 al 2009 ed è apparsa in entrambi gli album pubblicati dalla band, Pheromones (2005) e You Pay for the Whole Seat, But You'll Only Need the Edge (2008). Kjølsrud ha inoltre collaborato coi Dimmu Borgir e coi Solefald nei loro rispettivi album in studio Abrahadabra e Norrøn livskunst.
Nel 2013 ha cantato Get Jinxed, brano di presentazione del personaggio di Jinx del videogioco League of Legends, il cui video musicale ha riscosso un enorme successo, ricevendo circa 110 milioni di visualizzazioni su YouTube nel dicembre 2021.

## Discografia
Album in studio
- 2005 - Pheromones
- 2008 - You Pay for the Whole Seat But You'll Only Need the Edge
- 2011 - Djerv

EP
- 2005 - Animal Alpha
- 2010 - Headstone

Singoli
- 2005 - Bundy
- 2006 - Most Wanted Cowboys
- 2011 - Madman
- 2020 - Throne